# Радовецька сільська рада
Радове́цька сільська́ ра́да — адміністративно-територіальна одиниця та орган місцевого самоврядування в Деражнянському районі Хмельницької області. Адміністративний центр — село Радівці.

## Загальні відомості
Радовецька сільська рада утворена в квітні 1944 року.
- Територія ради: 32,676 км²
- Населення ради: 948 осіб (станом на 2001 рік)
- Територією ради протікає річка Згар

## Населені пункти
Сільській раді підпорядковані населені пункти:
- с. Радівці
- с. Стреків

## Склад ради
Рада складається з 15 депутатів та голови.
- Голова ради: Краєвський Віктор Степанович
- Секретар ради: Зелінський Сергій Володимирович

### Керівний склад попередніх скликань
| Прізвище, ім'я, по батькові  | Основні відомості                                                          | Дата обрання | Дата звільнення |
| ---------------------------- | -------------------------------------------------------------------------- | ------------ | --------------- |
| Шевчук Григорій Миколайович  | Сільський голова, 1966 року народження, член Соціалістичної партії України | 26.03.2006   | 31.10.2010      |
| Краєвський Віктор Степанович | Сільський голова, 1967 року народження, освіта вища                        | 31.10.2010   |                 |

Примітка: таблиця складена за даними сайту Верховної Ради України

### Депутати
За результатами місцевих виборів 2010 року депутатами ради стали:

#### За суб'єктами висування
| Суб'єкт висування            | Кількість обраних депутатів | %    |
| ---------------------------- | --------------------------- | ---- |
| Народна партія               | 5                           | 33,3 |
| Партія регіонів              | 5                           | 33,3 |
| Комуністична партія України  | 2                           | 13,3 |
| Єдиний Центр                 | 1                           | 6,7  |
| Самовисування                | 1                           | 6,7  |
| Соціалістична партія України | 1                           | 6,7  |

#### За округами
| № округу                     | Прізвище, ім'я, по батькові       | Дата визнання обраним | Освіта  | Партійна приналежність | Відомості про обраного депутата          |
| ---------------------------- | --------------------------------- | --------------------- | ------- | ---------------------- | ---------------------------------------- |
| Єдиний Центр                 |                                   |                       |         |                        |                                          |
| 4                            | Гарник Антоніна Анатоліівна       | 01.11.2010            | середня | позапартійна           | тимчасово не працює                      |
| Комуністична партія України  |                                   |                       |         |                        |                                          |
| 1                            | Соляр Анатолій Павлович           | 01.11.2010            | середня | позапартійний          | пенсіонер                                |
| 5                            | Сердега Олександр Григорович      | 01.11.2010            | вища    | позапартійний          | Жмеринка, майстер зал. колії             |
| Народна Партія               |                                   |                       |         |                        |                                          |
| 2                            | Федорчук Тетяна Володимирівна     | 01.11.2010            | середня | позапартійна           | с/рада, землевпорядник                   |
| 3                            | Кримчак Олег Петрович             | 01.11.2010            | вища    | позапартійний          | Ветлікарня, ветеринар                    |
| 6                            | Главацька Людмила Володимирівна   | 01.11.2010            | середня | позапартійна           | фельдшерсько-акушерський пункт, фельдшер |
| 7                            | Кінько Галина Максимівна          | 01.11.2010            | середня | позапартійна           | Сільська рада, бухгалтер                 |
| 14                           | Яросименко Анжела Францівна       | 01.11.2010            | вища    | позапартійна           | тимчасово не працює                      |
| Партія регіонів              |                                   |                       |         |                        |                                          |
| 8                            | Зацерковна Ніна Григорівна        | 01.11.2010            | середня | позапартійна           | фермерське господарство «Наталі», робоча |
| 10                           | Неспосудня Валентина Михайлівна   | 01.11.2010            | середня | позапартійна           | приватний підприємець                    |
| 11                           | Жерняк Галина Миколаївна          | 01.11.2010            | середня | член Партії регіонів   | Школа, кухар                             |
| 13                           | Радзієвський Олександр Леонідович | 01.11.2010            | вища    | член Партії регіонів   | Будинок культури, завідувач СБК          |
| 15                           | Телемонюк Валерій Григорович      | 01.11.2010            | середня | член Партії регіонів   | «Флора», лісник                          |
| Соціалістична партія України |                                   |                       |         |                        |                                          |
| 12                           | Зелінський Сергій Володимирович   | 01.11.2010            | середня | позапартійний          | с/рада, секретар                         |
| Самовисування                |                                   |                       |         |                        |                                          |
| 9                            | Штурмаревич Ольга Григорівна      | 01.11.2010            | середня | позапартійна           | с/рада, бухгалтер                        |